# Joseph Polchinski
Joseph Polchinski (16. května 1954, White Plains, New York, USA – 2. února 2018, Santa Barbara, Kalifornie) byl americký teoretický fyzik a strunový teoretik. 

## Život
Vystudoval Canyon del Oro High School v Tucsonu v Arizoně v roce 1971, bakalářský titul získal na Kalifornském technologickém institutu v roce 1975, a doktorát na Kalifornské univerzitě v Berkeley v roce 1980 pod vedením Stanleyho Mandelstama. Poté zastával postgraduální pozice ve SLAC (1980-1982) a na Harvardu (1982-1984). V letech 1984-1992 byl profesorem na Texaské univerzitě v Austinu. A od roku 1992 působil jako profesor fyziky na Kalifornské univerzitě v Santa Barbaře a byl stálým členem Kavliho institutu pro teoretickou fyziku.
Polchinski je autorem dvousvazkové učebnice Teorie Strun, publikované v roce 1998. Mezi jeho příspěvky k teoretické fyzice jsou nejznámější D-brány. Roku 2008 získal Diracovu medaili za práci na teorii superstrun. Stal se laureátem Fundamental Physics Prize pro rok 2017.

## Polchinského paradox
V roce 1990 komentoval Novikovův princip vnitřní konzistence (ve vztahu k odesílání objektů nebo lidí pomocí červí díry do minulosti, a časovým paradoxům, které by mohly být následkem). Polchinski zavedl potenciálně paradoxní situaci zahrnující kulečníkovou kouli poslanou přes červí díru, která ji pošle zpět v čase. V tomto případě je koule vystřelena do červí díry pod úhlem tak, aby pokud bude nadále na této cestě, bude konec červí díry v minulosti ve správném úhlu, čímž dojde ke srážce s jejím dřívějším já, což samozřejmě povede ke srážce a změně dráhy a zabránění vstupu do červí díry. Fyzik Kip Thorne tento problém nazval „Polchinského paradox“. Později studenti přišli s řešením, kterému se podařilo odstranit jakékoli nesrovnalosti tím, že koule z budoucnosti se objeví v jiném úhlu, než který se použije pro generování paradoxu, a proto dojde pouze k letmému doteku s jejím mladším já namísto odchýlení dráhy daleko od červí díry. Rána změní její trajektorii správným způsobem tak, že bude cestovat zpátky v čase pod úhlem, který zaručí letmý dotek její mladší verze.

## Článek z roku 2012 o černých dírách
V červenci 2012 publikoval Polchinski, spolu se svými dvěma studenty, Ahmedem Almheirim a Jamesem Sullym, a kolegou strunovým teoretikem Donaldem Marolfem z Kalifornské univerzity v Santa Barbaře článek o Hawkingově záření. Výpočty v článku provedené naznačují, že relativistický princip ekvivalence je špatně nebo jiný klíčový princip kvantové mechaniky je nesprávný.